# Aschistodon conicus
Aschistodon conicus là một loài rêu trong họ Ditrichaceae. Loài này được Mont. mô tả khoa học đầu tiên năm 1845.